# Manoel Urbano
Manoel Urbano é um município brasileiro localizado no interior do estado do Acre. Sua população, de acordo com o censo realizado em 2022 era de 11 996 habitantes. 

## História
Manoel Urbano originou-se do seringal Castelo, Colocação Tabocal, depois seu nome mudou para Vila Castelo, devido ao navio Castelo que ficou encalhado no rio Purus, durante um período de seca, aguardando a cheia do rio para regressar ao porto de Belém. O Município de Manoel Urbano foi fundado a 1º de março de 1963, alcançando sua autonomia através da lei nº 588 de 14 de maio de 1976. A localidade foi desmembrada do município de Sena Madureira e recebeu o nome de Manoel Urbano em homenagem a um dos primeiros exploradores do rio Purus, Manuel Urbano da Encarnação.

## Geografia
Limita-se ao norte com Boca do Acre e Pauini, no Amazonas, ao sul e a leste com o município de Sena Madureira, a oeste com o município de Santa Rosa do Purus, a noroeste com o município de Feijó e a sudoeste com o Peru.

### Demografia
Sua população é de 11 996 habitantes e sua área é de cerca de 10 630,225 km² (1,1 hab./km²).

### Religião
A religião da população residente no município de Manoel Urbano, segundo o censo de 2010, é composta da seguinte forma:
| Religião       | %    |
| -------------- | ---- |
| Catolicismo    | 52,1 |
| Protestantismo | 28,4 |
| Outras         | 7,5  |
| Sem religião   | 12,0 |

### Problemas socioambientais
Devido aos altos índices de devastação florestal, em 9 de novembro de 2023, o município de Manoel Urbano foi incluído na relação de municípios situados no bioma Amazônia considerados prioritários pelo governo federal para ações de prevenção, controle e redução dos desmatamentos e degradação florestal.

## Organização político-administrativa
Sendo um município do Brasil, Manoel Urbano é administrada por dois poderes, o executivo e o legislativo, independentes e harmônicos entre si. O primeiro é representado pelo prefeito, auxiliado pelo seu gabinete de secretários e eleito pelo voto popular para um mandato de quatro anos, sendo permitida uma única reeleição para mais um mandato consecutivo, enquanto que o segundo é representado pela Câmara Municipal de Manoel Urbano, órgão colegiado de representação dos munícipes que é composto por vereadores também eleitos por sufrágio universal.
As atuais autoridades que ocupam cargos da organização político-administrativa de Manoel Urbano são as seguintes (data: 12 de novembro de 2023):
- Prefeito: Raimundo Toscano Velozo - PP (2025 / 2028) [2]
- Vice-prefeito: Alberto Ferreira Bezerra - MDB (2021 / 2028) [2]
- Presidente da câmara: ignorado.

## Infraestrutura

### Educação
- E.E.E.B. Antonio Nascimento
- E.E.E.B. Dom Prospero Bernardi
- E.E.E.B. Nazira Anute de Lima
- E.E.E.B. Indígena Santa Julia
- E.M.E.B. Antonio Saboia
- E.M.E.B. Boa Vista
- E.M.E.B. Luiz Plácido Fernandes
- E.M.E.B. Marechal Castelo Branco
- E.M.E.B. Maria das Graças Alves da Rocha
- E.M.E.B. Professor Naluh Gouveia
- E.M.E.B. Terra Alta
- E.M.E.B.I. Menino Jesus
- E.M Ieda Araújo
- E.M Antônia Mendes

### Rodovias
- BR-364 - Rodovia federal que liga Sena Madureira a Manoel Urbano